# Slovenske Železnice
 (janvier 2013).
Si vous disposez d'ouvrages ou d'articles de référence ou si vous connaissez des sites web de qualité traitant du thème abordé ici, merci de compléter l'article en donnant les références utiles à sa vérifiabilité et en les liant à la section « Notes et références ».
Slovenske Železnice (abrégé SŽ) est une entreprise ferroviaire de Slovénie. Il s'agit d'une entreprise publique.
Elle a la forme d'une société par actions et compte trois filiales afin de respecter les règles européennes de séparation comptable des activités : Infrastructures, Voyageurs et Marchandises.

## Histoire
La courte histoire des SŽ démarre en 1991, où la toute nouvelle Slovénie fonde sa compagnie nationale. La compagnie devient membre de l'UIC dès 1992. Les années 1990 seront consacrées au rétablissement des continuités ferroviaires, notamment vers la Croatie et la Hongrie.
Elle récupère des matériels roulants des défunts JŽ, comme les locomotives 664.

## Matériel
L'influence de l'Italie et de l'Autriche voisines se ressent sur les plus récents engins moteurs des SŽ. Parmi les matériels modernes parcourant le réseau, on peut citer les rames Pendolino de Fiat à trois caisses assurant les trains ICS (Inter City Slovenia) sur la ligne Maribor - Ljubljana - Koper. Les récentes Class 541, des EuroSprinter Siemens ES 64 U, sont beaucoup utilisées en tête des trains de fret. Des automotrices Desiro EMG 312 SR 31E construites par Siemens assurent des trains régionaux.

### Automotrices
- Série 310 (Fiat Ferroviaria, 2000) type Pendolino dérivé des ETR 460 développant 1 960 kW. Ces rames sont aptes à 200 km/h, mais cette vitesse n'est pas pratiquée en service commercial. Elles assurent les services intérieurs prestigieux (InterCitySlovenija).

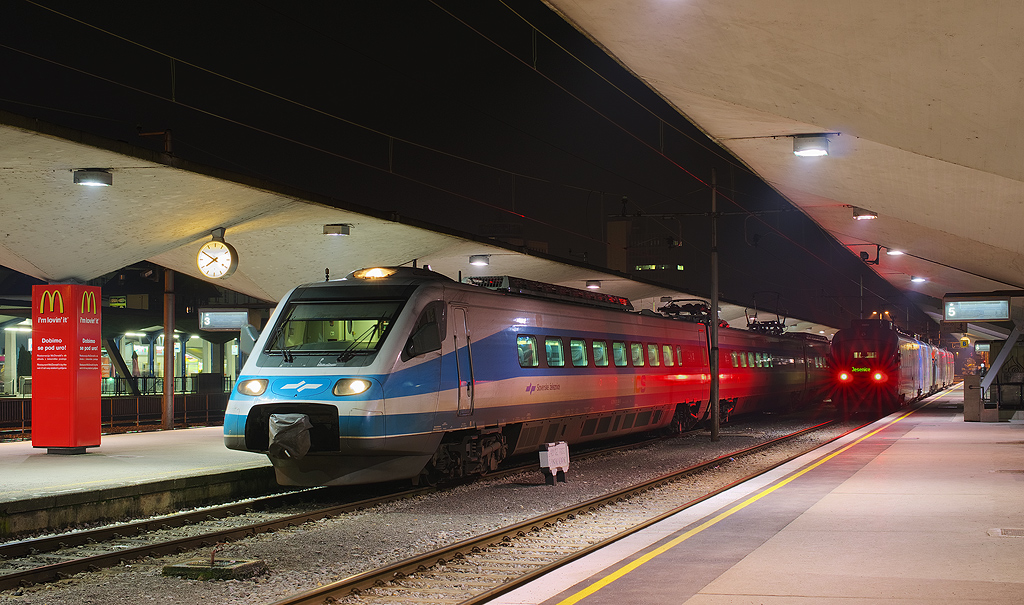
SŽ 310 en gare de Ljubljana

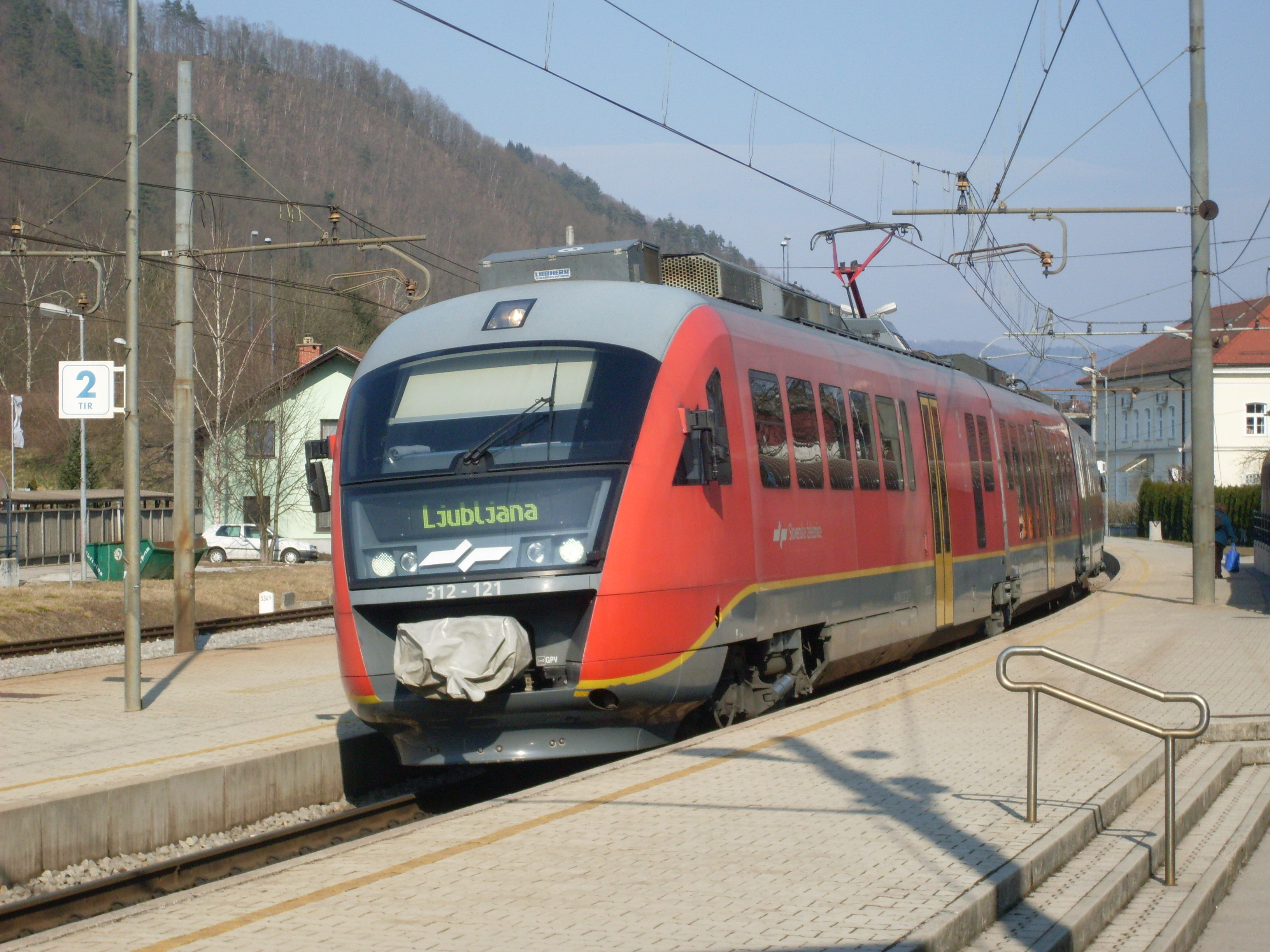
SŽ 312 en gare de Litija.

- Série 312 (Siemens) type Desiro.

### Autorails
- Série 711
- Série 713/715
- Série 813/814

### Locomotives électriques
- Série 342 (Ansaldo Breda)

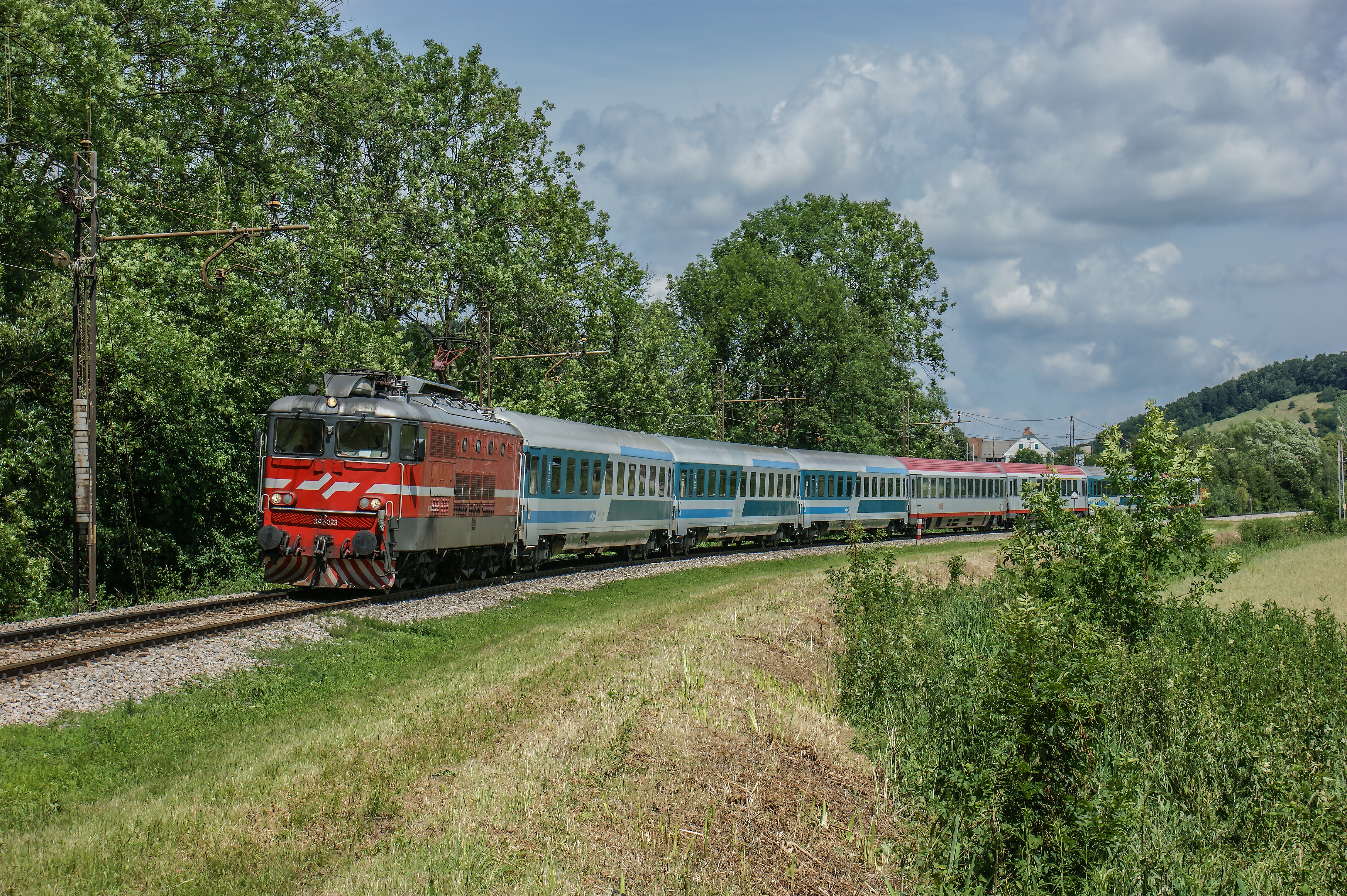
Sž 342 assurant un service EuroCity (EC).

- Série 363 (Alsthom) dérivée des CC 6500 de la SNCF.

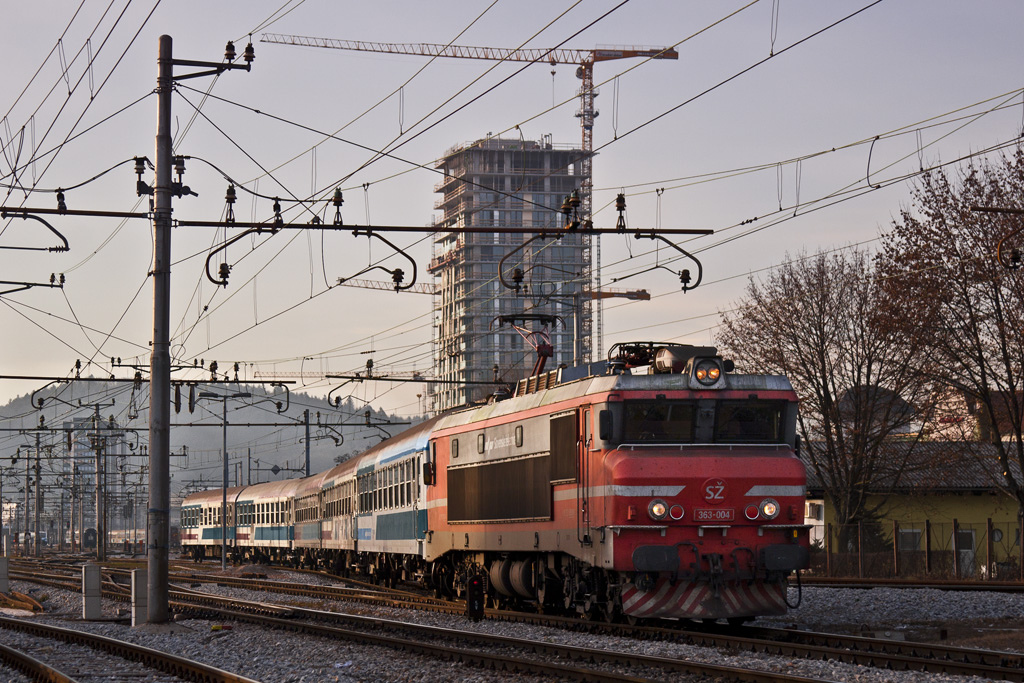
Sž 363 à Ljubljana

- Série 541 (Siemens), type EuroSprinter 64U (Taurus).

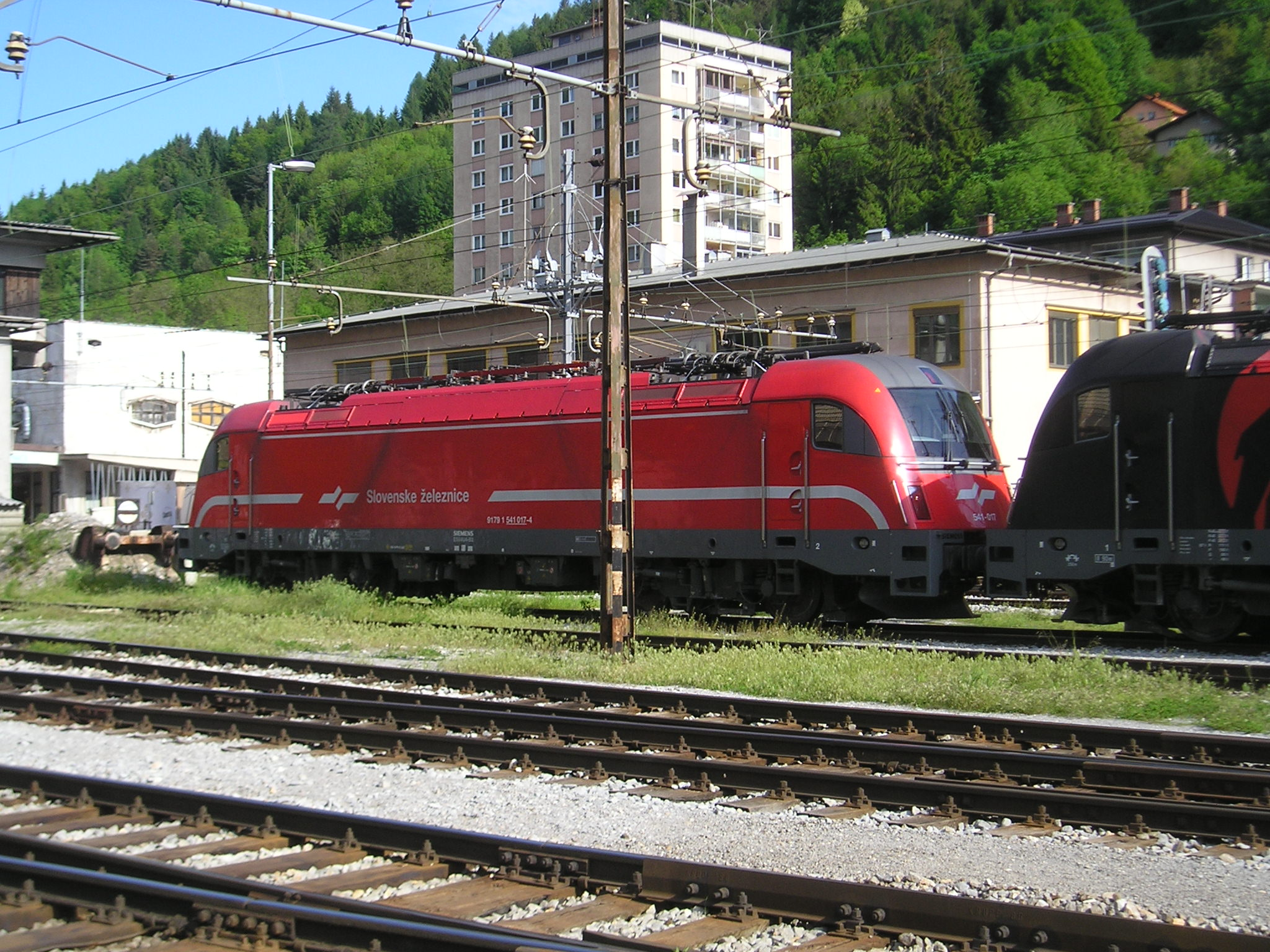
Sž 541 en gare de Jesenice.

### Locomotives Diesel
- Série 643 (DD-Brissoneau et Lotz, 1967), type BB développant 680 kW. Ces machines ont été fabriquées sous licence française et disposent d'un moteur MGO.
- Série 664 (General Motors-EMD, 1984), type CC développant 1 617 kW. Ces machines sont issues des JŽ, le parc ayant été partagé entre les nouvelles républiques issues de l'ex-Yougoslavie au début des années 1990.